# Апфель, Эрнст
Эрнст А́пфель (нем. Ernst Apfel; 6 мая 1925, Гейдельберг — 9 апреля 2002, Саарбрюккен) — немецкий музыковед, медиевист, преподаватель. Основная сфера научных интересов — учение о музыкальной композиции в эволюционно-историческом аспекте.

## Очерк биографии и творчества
В 1953 году в Гейдельбергском университете защитил диссертацию «Дискант в музыкальной теории XII—XV веков» («Der Diskant in der Musiktheorie des 12. bis 15. Jahrhunderts»). В 1962 году в Саарском университете защитил профессорскую работу (Habilitationsschrift) «Исследование техники композиции в средневековой английской музыке» («Studien zur Satztechnik der mittelalterlichen englischen Musik»). С 1961 года преподавал в Саарском университете (адъюнкт-профессор с 1969 года, ординарный профессор в 1972—1988 годах).
Большая часть трудов Апфеля посвящена музыке и музыкальной теории высокого и позднего Средневековья. Особенно ценны его исследования старинной композиции (контрапункта, «дисканта») и старинной ритмики. Музыкальная композиции в эволюционном аспекте — предмет его трёхтомного исследования «Основы истории композиции» («Grundlagen einer Geschichte der Satztechnik», 1974-76). В «карманном» формате (книжная серия «Taschenbücher zur Musikwissenschaft») в 1981 году был опубликован его трёхтомник «История учения о композиции» («Geschichte der Kompositionslehre»), о музыкальной композиции в Германии и других странах западной Европы до XVIII века; 3-е расширенное (в пяти томах) издание этого труда — в 1989 году. В статьях о старинной гармонии (1962, 1963) описывал раннетональные структуры как «астматическую тональность» (нем. kurzatmige Tonalität). В книге «Исследования по теории и истории музыкального ритма и метра» (в соавторстве с К. Дальхаузом, 1974) проанализировал проблему тактовых черт в мензуральной нотации XVI—XVII вв., «ложная расстановка» которых (нем. falsche Taktstrichsetzung) входила в противоречие с формирующейся в тот период акцентной метрикой.

## Избранные сочинения
- Über einige Zusammenhänge zwischen Text und Musik im Mittelalter, besonders in England // Medium Aevum Vivum. Festschrift für Walther Bulst. Heidelberg, 1960, S. 207—211.
- Die klangliche Struktur der spätmittelalterlichen Musik als Grundlage der Dur-Moll-Tonalität // Musikforschung 15 (1962), S.212 — 227[3].
- Spätmittelalterliche Klangstruktur und Dur-Moll-Tonalität // Musikforschung 16 (1963), S.153 — 156[4].
- Wandlungen des Gerüstsatzes vom 16. zum 17. Jahrhundert. Teil I // Archiv für Musikwissenschaft 26 (1969), S. 81-104.
- Wandlungen des Gerüstsatzes vom 16. zum 17. Jahrhundert. Teil II // Archiv für Musikwissenschaft 26 (1969), S. S. 209—235.
- (mit Carl Dahlhaus) Studien zur Theorie und Geschichte der musikalischen Rhythmik und Metrik. München, 1974 (2 главы написаны Дальхаузом, остальные Апфелем; глав, написанных совместно, в книге нет).
- Grundlagen einer Geschichte der Satztechnik
  - Bd. 1: Vom 13. bis zum 16. Jahrhundert. Saarbrücken, 1974
  - Bd. 2: Polyphonie und Monodie, Voraussetzungen und Folgen des Wandels um 1600. Saarbrücken, 1974
  - Bd. 3: Untersuchungen zur Entstehung und Frühgeschichte des Ostinato in der komponierten Mehrstimmigkeit. Saarbrücken, 1976.
- Aufsätze und Vorträge zur Musikgeschichte und historischen Musiktheorie. Saarbrücken, 1977 (сб. статей с библиографией).
- Geschichte der Kompositionslehre von den Anfängen bis gegen 1700. 3 Bde. Wilhelmshaven: Heinrichshofen, 1981. 952 S. ISBN 3-7959-0253-3
- Geschichte der Kompositionslehre von den Anfängen bis gegen 1700. Erweiterte Grundfassung. 3te Aufl. 5 Bde. Saarbrücken: Musikwissenschaftliches Institut der Universität des Saarlandes, 1989. 1802 S.; дополнительный том: Nachträge. ib., 1995, 256 S.
- Geschichte der Kompositionslehre 2002
  - 1. Die deutschen Kompositionslehren 1710—1739
  - 2. Die deutschen Kompositionslehren 1745—1798
  - 3. Die französischen, italienischen, englischen und spanischen Kompositionslehren
- Die Lehre vom Organum, Diskant, Kontrapunkt und von der Komposition bis um 1480. 2., verb. und erw. Aufl. Saarbrücken: 1989. 425 S.
- Diskant und Kontrapunkt in der Musiktheorie des 12. bis 15. Jahrhunderts. 2., völlig neu bearb. und erw. Aufl. Saarbrücken, 1994. 494 S.